# 稲田光穂
稲田 光穂（いなだ みほ、1981年1月1日 - ）は、日本の女性シンガーソングライター。現在は「イナダミホ」名義で活動を行なっている。東京都出身。目黒育ち。東京大学教育学部附属中等教育学校卒業。東京音楽大学チェロ科中退。血液型B型。

## 来歴
父は指揮者、母は声楽家という音楽一家に生まれる。幼稚園のころから作曲をしており、妹と歌った「ぬいぐるみ王国」を舞台に作ったラジオドラマが処女作。そのときの曲は「やけに強いちんぱんじー」。
大学の学食で人と違う路上をやりたいと思ったのをきっかけに原宿の路上で「あなたに曲作ります」と看板をかかげて、即興で作った歌をプレゼントし始める。2000年にシングル「わたしになる」でjunior size名義でのインディーズデビューを果たす。以後ラジオやライブ活動などを続ける。
大学在学中にホリプロにスカウトされる。テレビ東京系列の『輝け!ソングラ天国』に出演し、コンピレーション・アルバムにも参加する。その後も当時の共演者との交流が続いており、HAPPY DRUG STOREなどとは交流があるようである。ライブ活動を重視し、伊藤サチコらとCLUB PHASEにて『女音茶碗（めおとぢゃわん）』なる新時代を担う歌姫を集結したライブを発案した。この女音茶碗は2002年8月11日の熱筆恋文編から2005年10月2日に行われた「神無月夜のラブソング編 」まで7回行われている。2007年11月25日には「SMILE2 and MUSIC2編」と題し2年ぶりに開催される事が決定している。
なかなか音源発表の機会に恵まれなかったが、2005年に自身のレーベル「tocotoco records」を発足し、4月1日に本名の「稲田光穂」としての活動を発表。11月4日に3年ぶりのミニアルバム『呼吸』を発売した。
2006年初頭から楽曲製作の為に充電期間を置いてライブ活動を控えていたが、2月21日付けの本人のコメントで病気療養の為に長期間の活動休止を宣言した。活動休止に伴ってmF247では楽曲の無料配信を行っている。この約4ヵ月後の6月に突如ファンサイトの掲示板に本人名義の書き込みがあり、生存と現状がようやく確認された。そこで新たなブログの設立を宣言する。2006年12月19日付けでホリプロを卒業。
2015年にシンガーソングライターのつるうちはなが主催のレーベル「花とポップス」に参加し、本格的に活動を再開。2016年9月28日に10年ぶりとなるアルバム『ポップネス』をリリース。現在は同レーベルの副代表も務めている。
2017年12月20日に発売されたAKINAのアルバム『Flash』の共同プロデューサーと収録曲の作詞作曲を担当した。
2021年12月27日にクラウドファンディングで250万を集め制作されたフルアルバム『johoo(ヨーホー)』を発売。イナダミホが所属する都市とカンタータフルアルバム『都市とカンタータ』も同日に発売された。

## 人物
- 何度か本人の日記やプロフィールに書かれているとおり、忌野清志郎やはっぴいえんどをリスペクトしている（実際に、ラジオに忌野清志郎がゲスト出演したこともある。また、ライブではっぴいえんどの「風をあつめて」を歌ったことがある）。
- junior sizeの由来は「子どものころに音楽をしてるときの無垢な気持ちを忘れないでいるために。汚いことを知っても純粋なところを守る強さをもっているために」ということから。

## ディスコグラフィ

### CDシングル
- 私になる（2000年11月22日）
- 手のひらに（2001年5月23日）
- バイバイ / 虹色（2001年11月20日）

『私になる』と『手のひらに』は現在でもホリプロのWEB通販で入手可能。

### CDアルバム
- 青空（2002年3月8日）
- 呼吸（2005年11月4日）
- ポップネス（2016年9月28日）
- johoo（2021年12月27日）

### カセット
- 流れ星をつかめ（2002年12月14日）

### 参加コンピレーション・サントラ
- 問題のない私たちO.S.T（『青いナイフ』収録）
- 音の穴2（『つながるきもち』収録）
- 音の穴4（全CD未収録の『スプーン』収録）
- ソングラ勝ち盤（『想いは空へ』収録）
- ソングラ負け盤（『つながるきもち』収録）
- ソングラトリビュート（『かけがえのないもの』収録）
- EVER POP〜NEXT BREAK ALL SEASON LADY'S VOCAL COLLECTION（『流れ星をつかめ！』収録）

### 未CD化楽曲
- 太陽さよなら
- 君へ
- ボログツソング
- この恋届きますように
作詞は優香が手がけた。ラジオ番組の企画で誕生下楽曲で、曲自体は「手のひらに」をアレンジしたもの。
- 即興応援歌
- 写真
- 君と僕、海になる
- ツバサ
- 素晴らしい愛の世界.
- 深海
- 金の斧、銀の斧
- ポケットの中
- 熱気球
- 届きますように
- 斜陽
- コート
- いなだを右から左へ受け流さないの歌（ムーディ勝山の替え歌）
- 星屑の旅人
- 近づきたい
- ドリブル
- 絶対に
- 幸せですか
- 桜の手紙

## タイアップ
- かけがえのないもの（サンシャイン国際水族館イメージソング）
- お茶犬のうた（CM / DXお茶犬「ほ〜んわり」 / セガトイズ）のちにみずたにあきこ歌唱でCD化
- 虹色〜One Heat,One World〜（NHK第2回世界ハート展テーマ）
- 青いナイフ（映画『問題のない私たち』主題歌）